# Formacja Shaximiao
Formacja Shaximiao – formacja geologiczna występująca w Chinach, znana z występowania licznych skamieniałości dinozaurów.

## Położenie
Skały formacji Shaximiao występują w rejonie miejscowości Dashanpu, w prowincji Syczuan. Dashanpu położone jest ok. 7 km na północny wschód od trzeciego co do wielkości miasta prowincji - Zigong, w dzielnicy Da’an.
Formacja Shaximiao występuje w zapadlisku syczuańskim, w którym sedymentacja lądowa (rzeczna i jeziorna) trwała od retyku do kredy.

## Wiek
Wiek skał formacji Shaximiao określono na jurę środkową (środkowy baton - kelowej), czyli 168-161 mln lat.

## Podział
Formacja Shaximiao jest dolną częścią formacji Dashanpu. Sama dzieli się na dwie części:
- górna formacja Shaximiao (formacja Shangshaximiao)
- dolna formacja Shaximiao (formacja Xiashaximiao)

## Skamieniałości
Skały formacji Shaximiao obfitują w skamieniałości, głównie zauropodów, ponadto teropodów i stegozaurów i innych. Znaleziono też skamieniałości ryb, żółwi, krokodylowatych, synapsydów i labiryntodontów. Do tej pory wydobyto ok. 8.000 kości i ich fragmentów, czyli prawie 40 ton skamieniałości. Pierwsze skamieniałości - szczątki gazozaura, zostały odkryte w 1972 przez pracowników firmy naftowej, w skałach dolnej formacji Shaximiao. Jednym z głównych eksploratorów zajmujących się tą formacją jest paleontolog Dong Zhiming.

### Lista skamieniałości
W skałach formacji Shaximiao znaleziono następujące skamieniałości:
- Bivalvia
  - Unionoida
    - Unionidae
      - Unio
- Amphibia
  - Sinobrachyops
- Therapsida
  - Bienotheroides
- Pterosauria
  - Angustinaripterus
- Dinosauria
  - Saurischia
    - Sauropoda
      - Abrosaurus
      - Dashanpusaurus
      - Datousaurus
      - Mamenchisaurus
      - Omeisaurus
      - Protognathosaurus
      - Shunosaurus

    - Theropoda
      - Chuandongocoelurus
      - Gasosaurus
      - Kaijiangosaurus
      - Xuanhanosaurus
      - Yangchuanosaurus

  - Ornithischia
    - Thyreophora
      - Chialingosaurus
      - Chungkingosaurus
      - Gigantspinosaurus
      - Huayangosaurus
      - Tuojiangosaurus

    - Ornithopoda
      - Agilisaurus
      - Gongbusaurus
      - Hexinlusaurus
      - Xiaosaurus
- Mammalia
  - Shuotheridia
    - Shuotheriidae
      - Shuotherium